# Arturo Alfandari
Arturo Alfandari (* 8. Juni 1888; † 1. Mai 1969) war ein belgischer Diplomat, bekannt als Schöpfer der Plansprache Neo.

## Leben
Arturo Alfandari stammte ursprünglich aus Italien und diente im Ersten Weltkrieg als Chiffrieroffizier für das italienische Oberkommando. Nach dem Krieg ließ er sich in Belgien nieder, wo er zunächst als Exporteur arbeitete, bevor er schließlich Diplomat für den belgischen Staat wurde. Neben Neo sprach er sieben Sprachen.

## Neo
Sein Vorschlag für Neo wurde in den 1930er Jahren entwickelt und 1961 erstmals vorgestellt. Wie Ido und einige andere konstruierte Sprachen dieser Zeit basierte auch Alfandaris Sprache auf Esperanto, allerdings fügte er Elemente aus dem Englischen, Französischen, Deutschen und Russischen hinzu. Er ging jedoch noch einen Schritt weiter, indem er die Verwendung von Anfangs- und Endsilben reduzierte und einen integrierten Wortschatz entwickelte. Die Wortstämme wurden so kurz wie möglich gehalten, um Rhythmus und Artikulation zu betonen, was jedoch manchmal, wie im Volapük, auf Kosten der leichten Erkennbarkeit der Wortbedeutungen ging.
Der Kriegsveteran Paul Rasquin aus Geraardsbergen, Belgien beschrieb Alfandaris Sprache als „die natürliche und unvermeidliche Weiterentwicklung von Esperanto“, während Aldo Lavagnini sie als „radikalen und befriedigenden Weg für eine Reform des Esperanto“ betrachtete, „die von Esperantisten sogar als Vereinfachung ihrer Sprache akzeptiert worden wäre“.
„Nach 25 Jahren Forschung“, so ein Artikel in der Zeitschrift Life, habe Alfandari „ein 1.300 Seiten starkes Werk mit der vollständigen Grammatik und einem Wortschatz von 60.000 Wörtern seiner neuen Weltsprache Neo vorgelegt. Er verwendete lateinische Wortstämme, italienische Lautschrift, einen vom Französischen inspirierten Wortschatz, Adverbien und Konjunktionen aus dem Deutschen sowie Grammatik aus dem Englischen und Russischen und behauptete, daraus eine klarere und flüssigere Mischung geschaffen zu haben als Esperanto, von dem er auch einige Strukturen übernommen hatte.“
Er sagte, er habe so viel Mühe darauf verwendet, weil „egal, ob man Flame oder Wallone, weiß oder schwarz, Amerikaner oder Russe sei, alle wollen Frieden, versuchen, einander zu verstehen und zu unterstützen“. Trotz dieser Bemühungen geriet Neo jedoch kurz nach dem Tod seines Schöpfers weitgehend in Vergessenheit.